# خدنگ زرد
خدنگ زرد (نام علمی: Cynictis penicillata) نام یک گونه از تیره خدنگ است. متوسط وزن این خدنگ ۱٫۲ کیلوگرم و متوسط قد آن ۰٫۵ متر است. زیستگاه این پستاندار جنوب آفریقا؛ در کشورهای زیمبابوه، نامیبیا، آنگولا، بوتسوانا و آفریقای جنوبی می‌باشد.